# Sydkoreas flagga

Den äldsta kvarvarande avbildningen av flaggan är i en bok utgiven av amerikanska flottan: Flags of Maritime Nations från juli 1882.

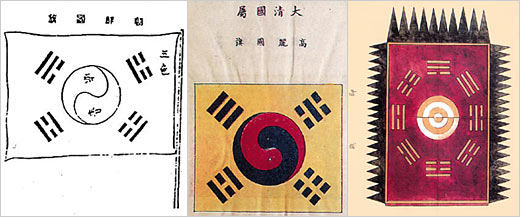
Äldre varianter av flaggan; t.h. syns soldiagrammet som är ursprunget till taijisymbolen.

Sydkoreas flagga är vit med en röd-blå taijisymbol i mitten samt fyra svarta trigram (kwae) i flaggans hörn. En tidigare version av flaggan var i bruk redan i slutet av 1800-talet för Korea, men den moderna utformningen fastställdes den 12 juli 1948 av Sydkorea. På koreanska kallas flaggan Taegeukgi eller "taijiflaggan". Proportionerna är 2:3. Flaggans namn kan också stavas Taegukki. 
Flaggan symboliserar österns filosofi, tankegångar och mystik.

## Symbolik
Rött och blått är tillsammans med gult traditionella koreanska färger. Den vita bakgrunden symboliserar renhet. Taijisymbolen är en variant av den mer välkända yin och yang-symbolen och står för kosmisk balans och skapelse: yin (eller eum på koreanska) i blått är det negativa, medan yang i rött är det positiva. De fyra tecknen har sitt ursprung i den uråldriga kinesiska spådomsboken I Ching och representerar fyra filosofiska ideal: harmoni, symmetri, balans samt cirkulation.

## Historik
Flaggan skapades av Koreas ambassadör till Japan under senare delen av 1800-talet, Bak Yeong-hyo. Kung Gojong utropade den till Koreas officiella flagga den 6 mars 1883.
Den röd-blåa symbolen i flaggans mitt har ett sekulärt ursprung, trots dess moderna anknytning till yin och yang och daoism. Den var ursprungligen bildad genom att teckna omkretsen av solens skugga över tid, ett förfarande som har sitt ursprung i 1400-talets vetenskapliga storhetstid i Korea under kung Sejong den store. Detta faktum är tydligare i de tidigaste avbildningarna av flaggan.
Placeringen av de fyra trigrammen är idag "himmel" (sommar) överst till vänster, "vatten" (höst) överst till höger, "jord" (vinter) nederst till höger samt "eld" (vår) underst till vänster. Eftersom tecknen kan representera de fyra årstiderna är placeringen en symbol för årscykeln.
| ☰ | ☵ |
| ☲ | ☷ |

I den ursprungliga flaggan från 1883 är placeringen som nedan. Här är de ordnade efter väderstrecken i europeisk tradition. "Vatten" överst till vänster, "himmel" överst till höger, "jord" (vinter) nederst till vänster samt "eld" underst till höger. I östasiatisk tradition är "himmel" vanligtvis nordväst, medan "jord" är sydväst.
| N | ☵ | ☰ | Ö |
| V | ☷ | ☲ | S |

## Historik flagga

Goryeo (918-1392)
Joseon (1392-1882)
(1882-1910)
Generalguvernementet Korea (1910-1945)
Republiken Koreas provisoriska regering (1919-1945)
Korea (1945-1948)
Folkrepubliken Korea (1945-1946)
Amerikanska militärregeringen i Korea (1945-1948)
Sydkorea (1948-1949)
(1949 Nutid)

Under den japanska ockupationen av Korea användes Taegeukgi som en symbol för motstånd och självständighet. Koloniala myndigheter straffade innehav med döden. Efter självständighet anammade både Syd- och Nordkorea inledningsvis liknande flaggor, men den nordkoreanska flaggan ändrades sedermera till en mer Sovjetinspirerad utformning.

## Specifikationer
De officiella färgerna angivna av Sydkoreas presidentkansli är:
| Schema | HTML    | Pantone | Munsell      | CIE (x, y, Y)        |
| ------ | ------- | ------- | ------------ | -------------------- |
| Vit    | #FFFFFF | Safe    |              |                      |
| Röd    | #CD2E3A | 186     | 6.0R 4.5/14  | 0.5640, 0.3194, 15.3 |
| Blå    | #0047A0 | 294     | 5.0PB 3.0/12 | 0.1556, 0.1354, 6.5  |
| Svart  | #000000 | 0       | 0, 0, 0      | 0, 0, 0              |